# أوشكوش ام 1070
أوشكوش ام 1070 (بالإنجليزية: Oshkosh M1070)‏ عبارة عن شاحنة جر لنقل الدبابات تابعة للجيش الأمريكي. في الخدمة الحالية من تصنيف اي0 و اي1 و ام ، يقترن النمودج ام1070 بنصف مقطورة بتقنيات دي-ار-اس ام 1000. الغرض الأساسي من هذا التنوع للجيش الأمريكي هو نقل دبابة إم1 أبرامز. يعد المغلف إن-ام1300 كتصنيف فرعي منفصل، هو خاص بالجيش الأمريكي المتوجد في أوروبا، مصمم ليكون قانونيًا على الطرقات داخل الدول الأوروبية، ويعمل بمقطورة مختلفة.

## معرض الصور

أوشكوش ام 1070 ناقلة المعدات الثقيلة ومشتقاتها
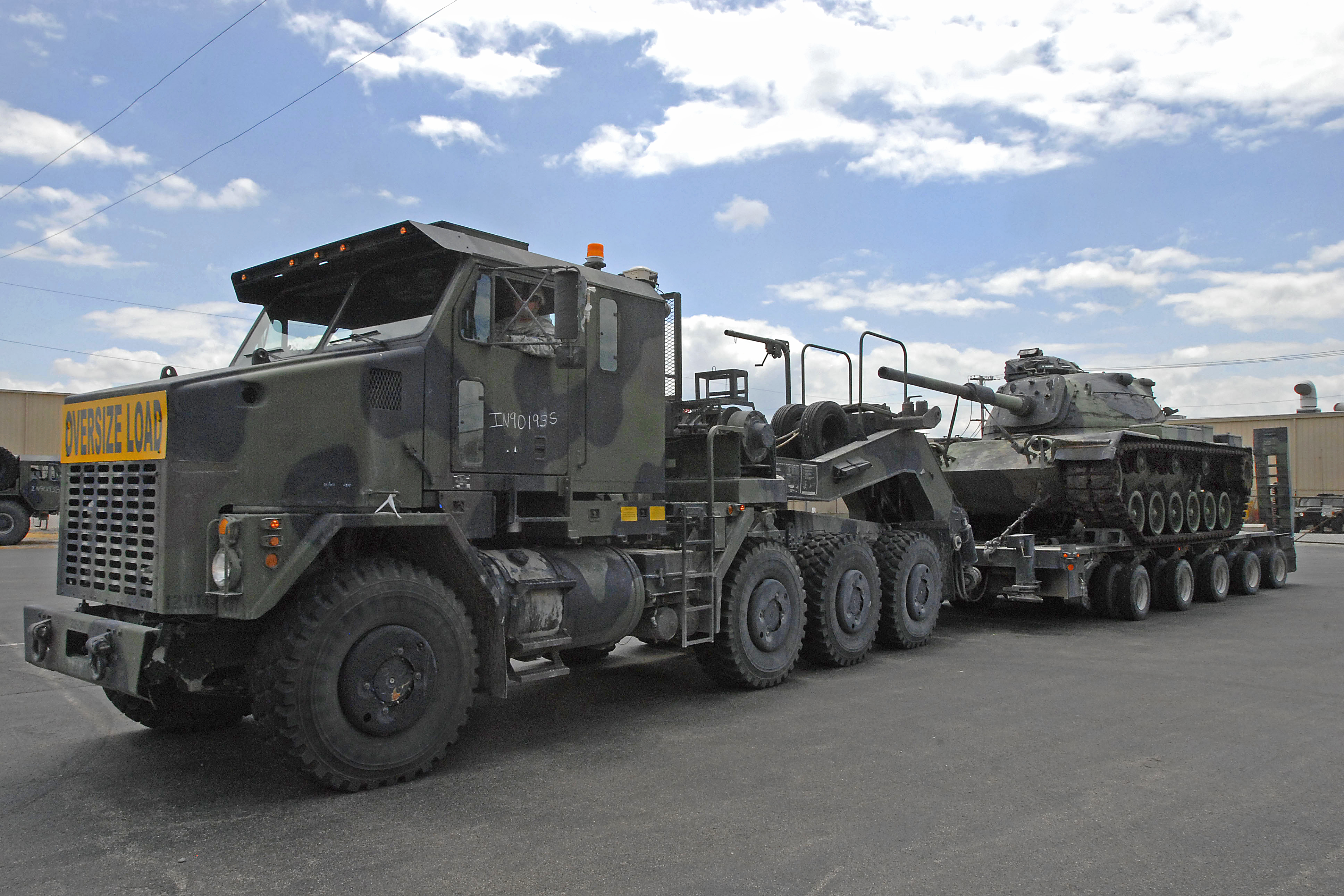
نصف مقطورة أوشكوش ام 1070A0 اتش-اي-تي و دي-ار-اس ام1000 تسحب خزان ام60 باتون
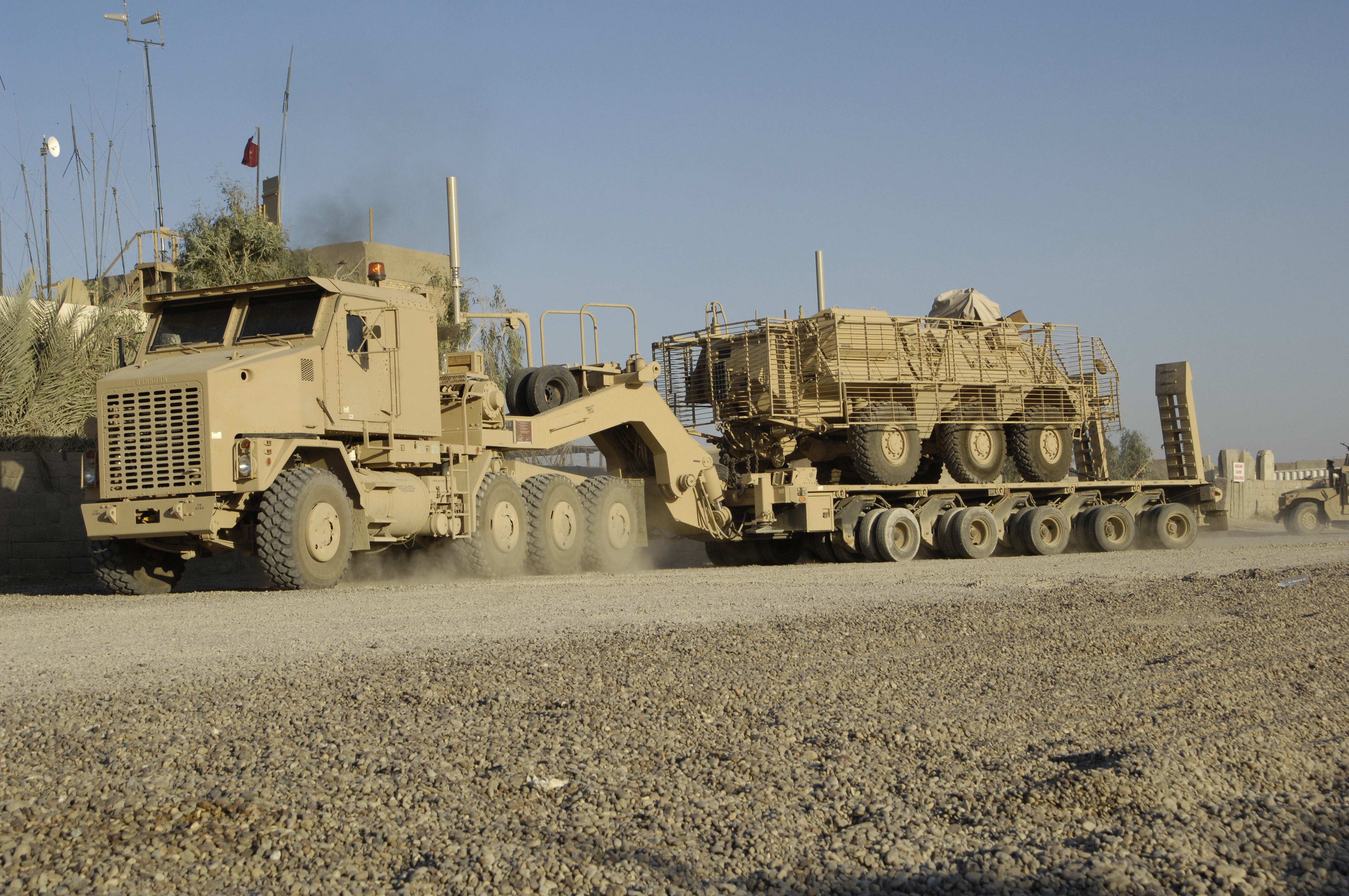
نصف مقطورة أوشكوش ام1070A0 و دي-ار-اس ام1000 تحمل مدرعة فوكس ام93
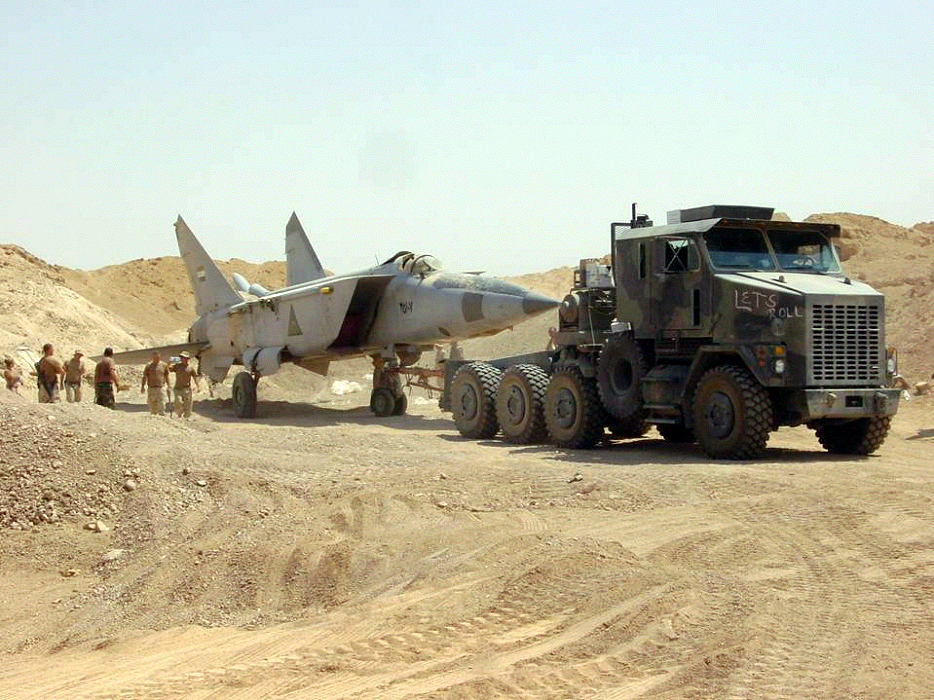
العثور على طائرة ميغ-25 فوكسبات-بي العراقية مدفونة تحت الرمال غرب قالب:W بواسطة ام1070A0
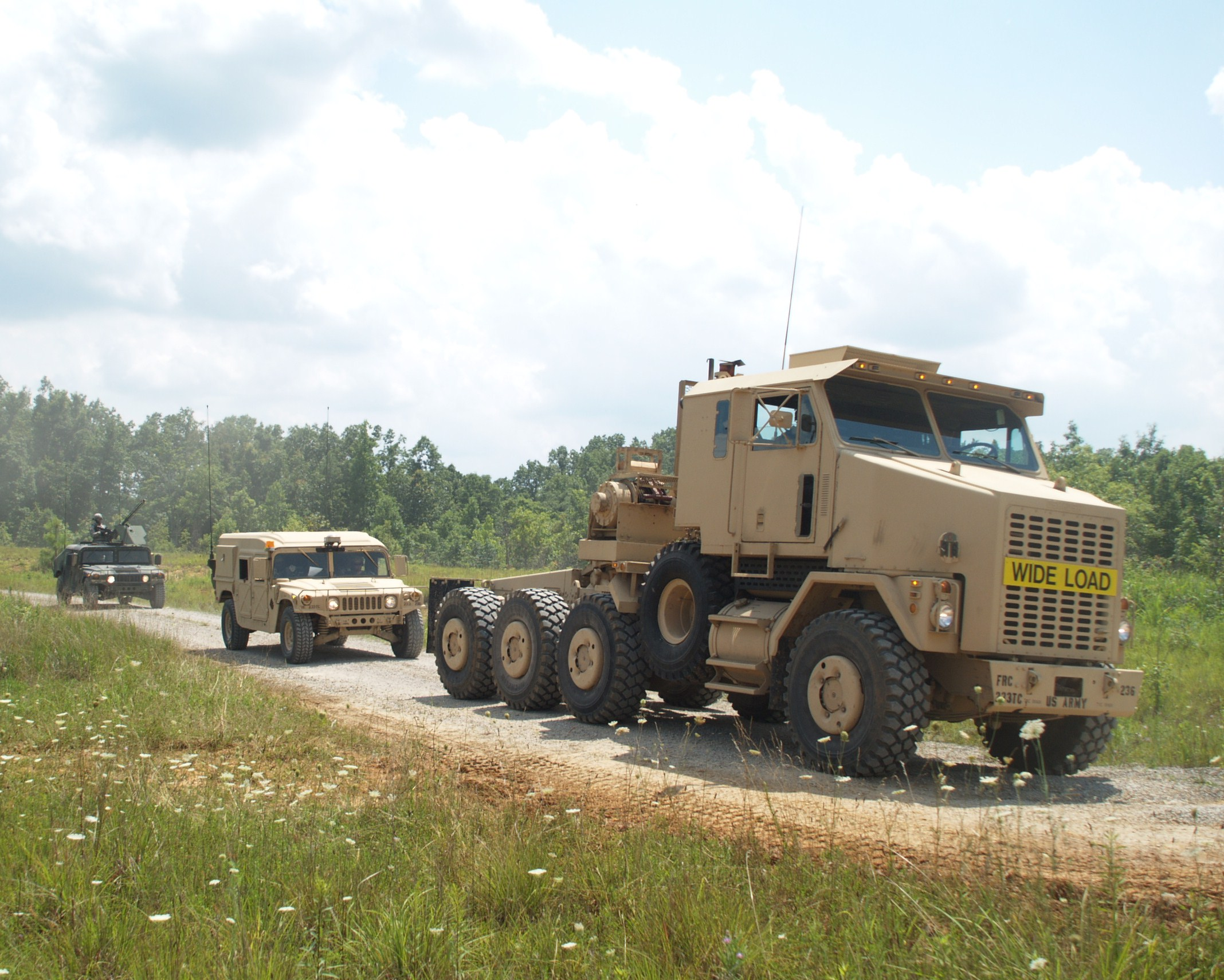
بدأ إنتاج ام1070 في عام 1992 وبحلول عام 2003 تم تسليم ما مجموعه 2488
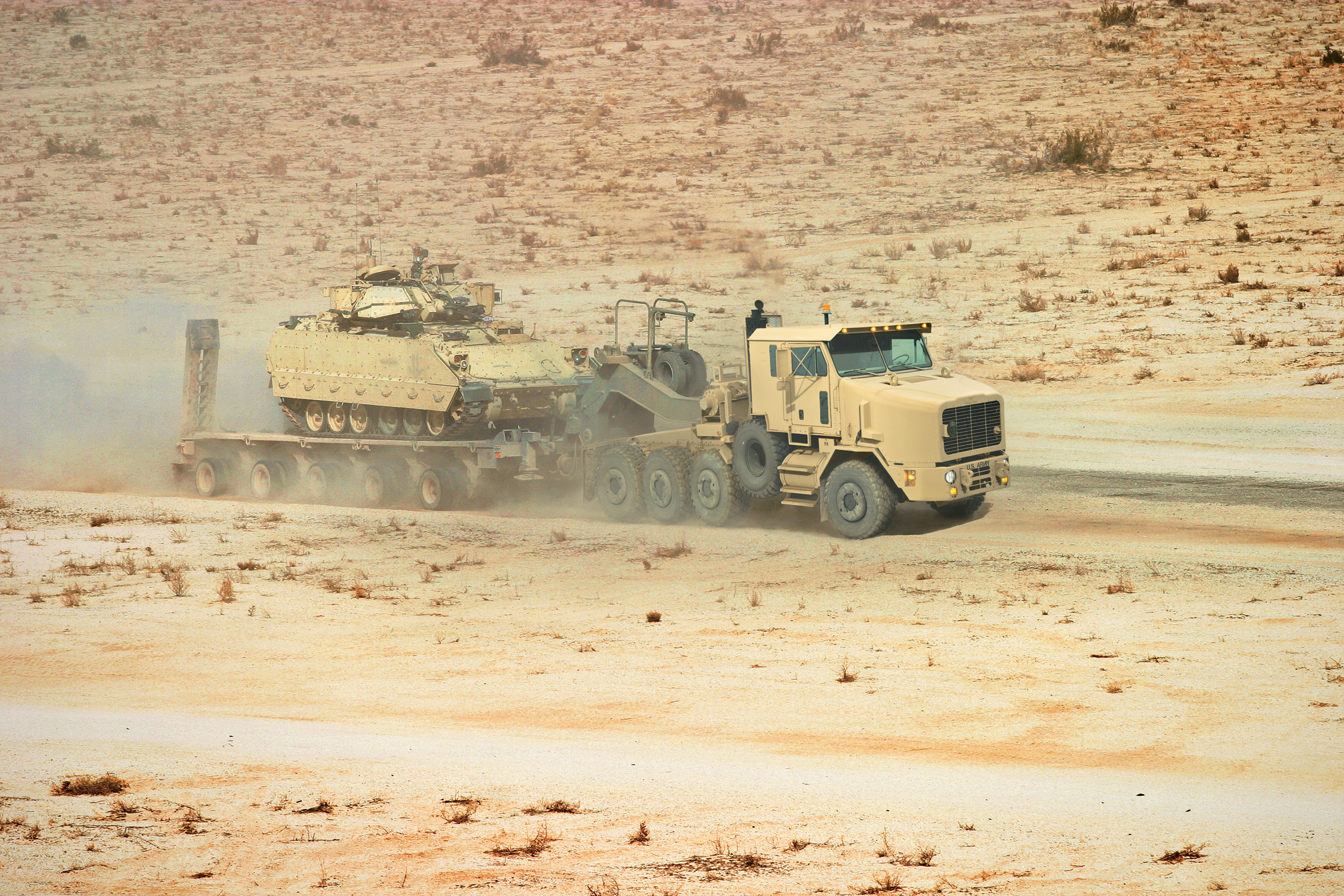
نصف مقطورة أوشكوش M1070A1 HET و DRS M1000 تسحب مدرعة برادلي ام2
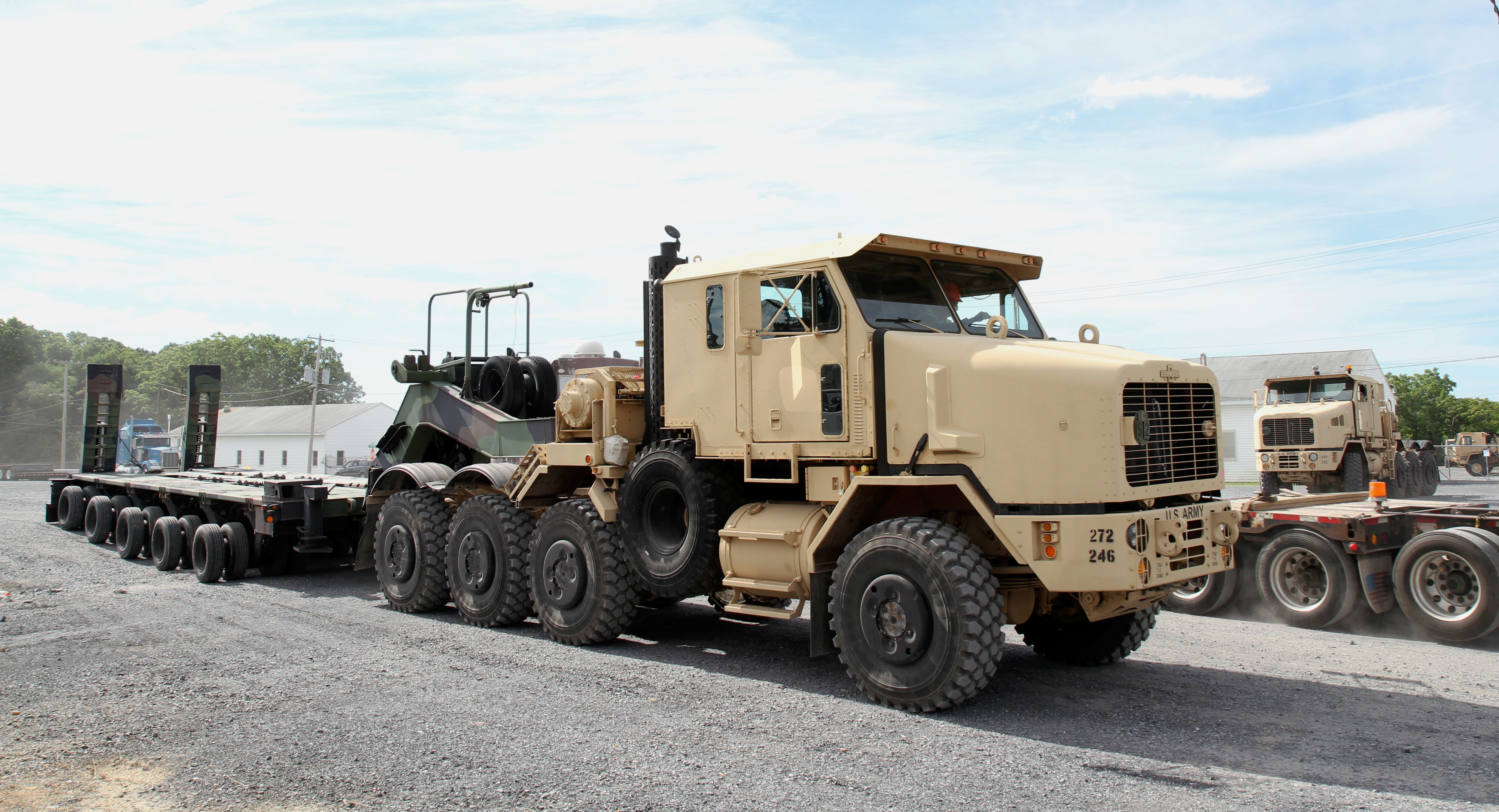
عربات نصف مقطورة أوشكوش ام1070اي1 HET and DRS M1000
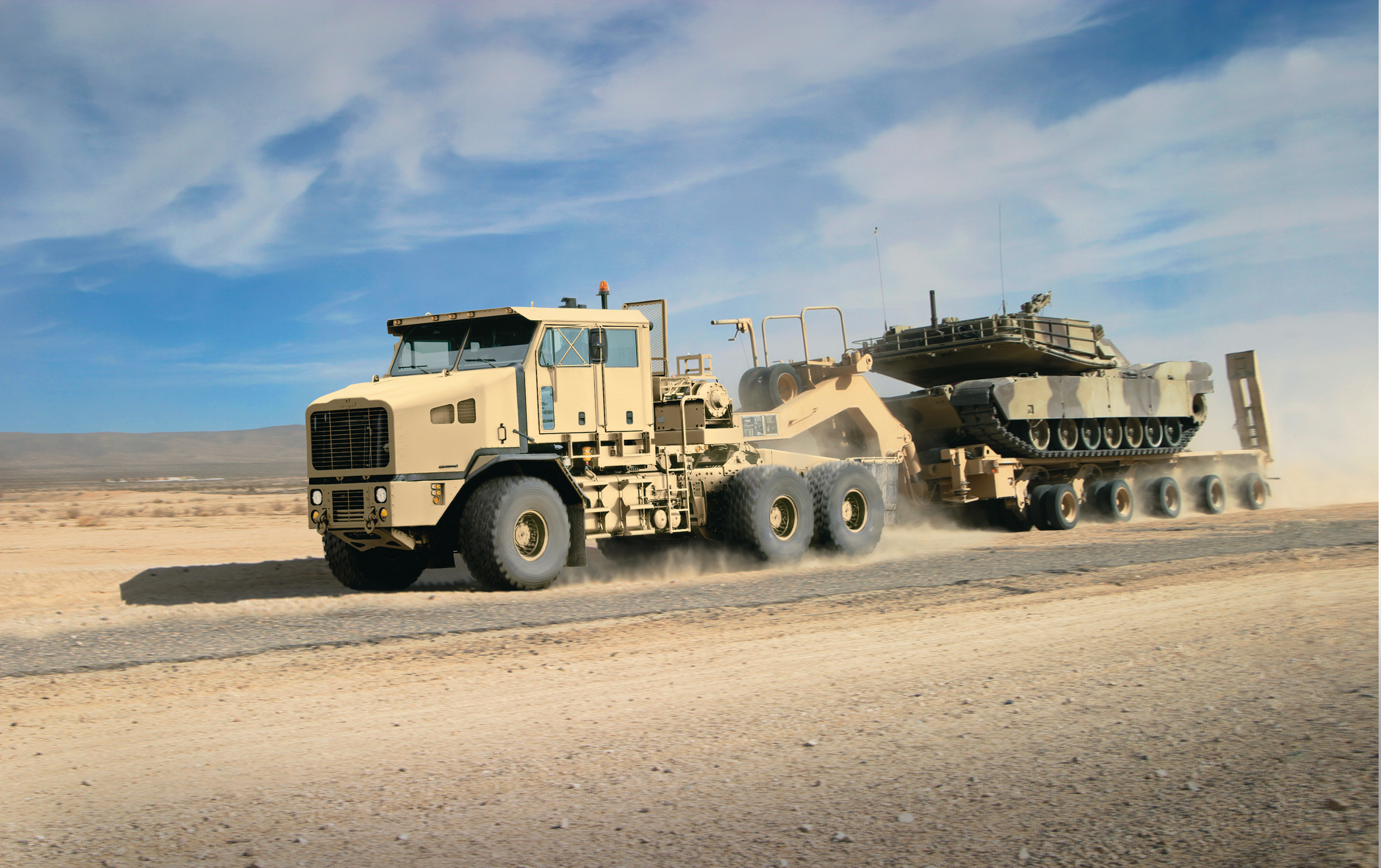
كشفت أوشكوش الدفاع عن HET العالمية في عام 2008
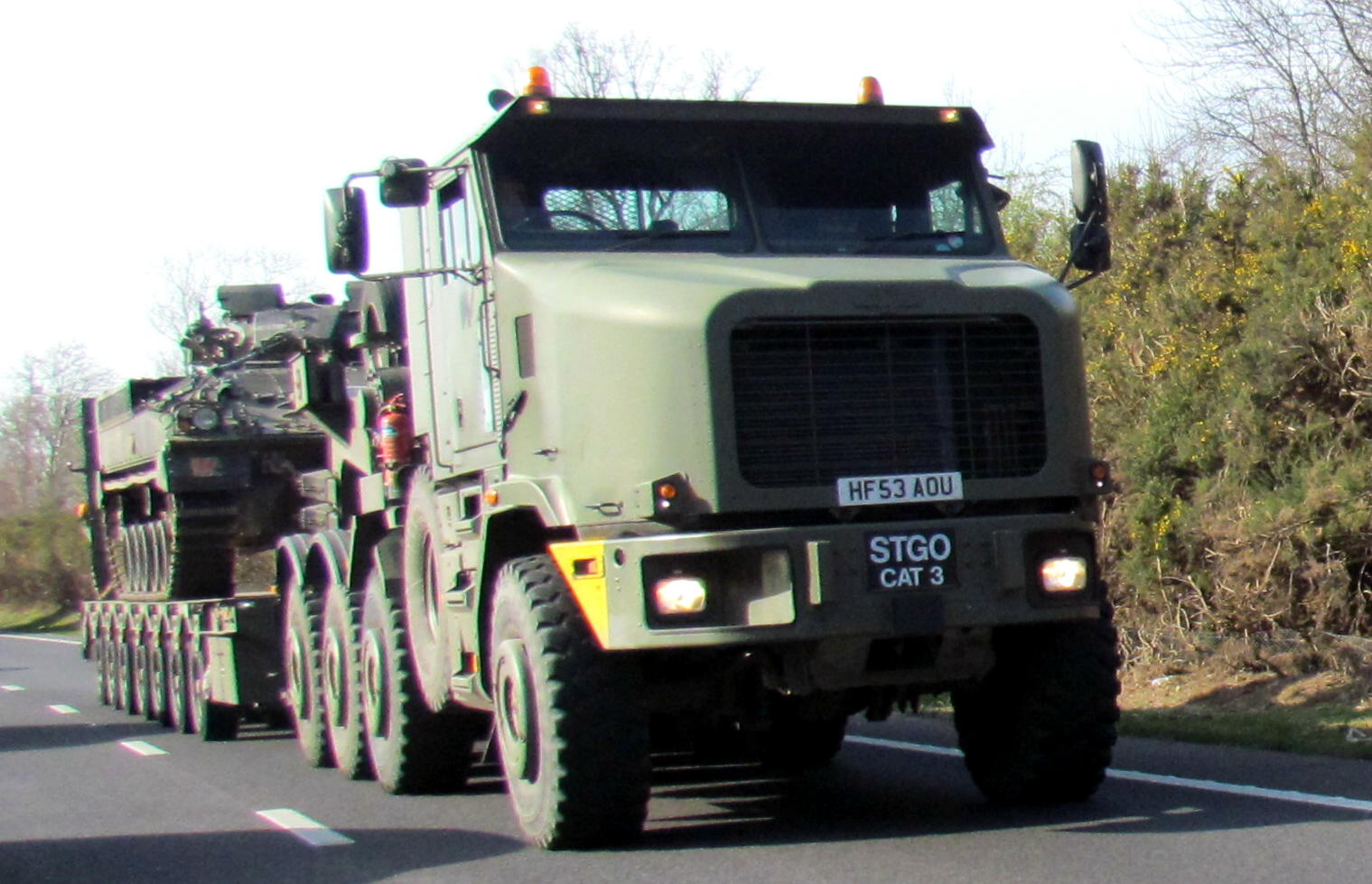
نصف مقطورة الجيش البريطاني أوشكوش ام1070اف و 7-محور الملك GTS 110/7

## المشغلين
- مصر (249 M1070A0 تم التوصيل) مصر هي أكبر مستخدم لتصدير الطراز M1070. تم تسليم أول 170 مركبة بحلول ديسمبر 2004. تم تسليمها على أساس واحد مقابل واحد مع نصف مقطورات Oshkosh 635NL ذات المحاور الخمسة. تم تقديم المزيد من الطلبات، وبحلول أواخر عام 2009، تم طلب حوالي 249 نظامًا.[2] هدية ام1070ايه1 لمصر معلقة.[3]
- العراق (تم تسليم 60 M1070A0)استلم العراق 60 M1070 مع 635NL نصف مقطورة بحلول مايو 2011.[2]
- اسرائيل (تم تسليم 37 M1000) تم طلبه في يوليو 2007 ويعتقد أنه سيتم استخدامه مع وحدة جرار مان.[2]
- الاردن (تم تسليم 50 M1070A0) الاردن طلبت 50 ام1070 مع 635ان ال مقطورات في عام 2003. تم تسليم هذه في عام 2004.[2] تم طلب الكمية غير المعلنة من ام1070ايه1 بـ مارس2017 للتسليم بحلول ديسمبر 2018.[4]
- المغربفي يوليو وأغسطس 2016، تم تسليم دفعات من 29 و 14 فائضًا أمريكيًا من طراز ام1070 إلى المغرب عبر برنامج مقالات الدفاع الإضافي (EDA)، بعد تسليم 20 شاحنة ام1070 أولية في أبريل 2015.[2]
- عمان الكمية غير المعلنة من ام1070ايه1 التي تم طلبها في مارس 2017 للتسلم بحلول ديسمبر 2018.[4]
- المملكة العربية السعودية (تم تسليم 50 M1070A0) السعودية كانت أول عميلة تصدير ام1070 مع عمليات التسليم التي تمت خلال عام 1993.[2]
- الإمارات العربية المتحدة (تم تسليم حوالي 20 Global HET) في عام 2011، كشف أوشكوش عن طلب بقيمة غير معلنة من مجموعة الجابر الإماراتية مقابل حوالي 20 Global HET. Global HET كوحدة جرار للاستخدام مع 70.000 كجم نصف مقطورات مطورة محليًا راجمة الصواريخ جهنم.[2]
- المملكة المتحدة (تم تسليم 92 M1070F) تم الانتهاء من عمليات التسليم في أوائل عام 2004. وعادة ما تستخدم مع شبه مقطورة كينغ GTS-100/7. بروشيس للخدمة الشاقة حمولة 45,000 كج تم شراء نصف مقطورات بعرض كامل للعمليات المنتشرة.[5][2]
- الولايات المتحدة (تم تسليم 2488 M1070A0) بدأ الإنتاج عام 1992 واستمر التسليم حتى مارس 2003 ؛ تم تسليم 2488 M1070A0 مباشرة مع أكثر من 2600 نصف مقطورة M1000. تمت إعادة بناء الجرارات والمقطورات بعد غمرة مكثفة، وتم إعادة ما لا يقل عن 1009 جرار وأكثر من 1000 مقطورة إلى الخدمة في حالة جديدة.[2] (تم تسليم1591 M1070A1) بدأ العمل في عام 2010 واختتمت عمليات التسليم في ديسمبر 2013.[2]
- تايوان (طلبت 16 M1070A1 في 2019[6])
- أوكرانيا (تم شراء 2 M1070 ، وتسليم 5 و 7 تعهدات أخرى من قبل ألمانيا في عام 2022[7])

## الظهور التلفزيوني والسينمائي
- ميجور موفي ستار (2008).[8]
- الفجر الأحمر (2012).
- إصلاح الخزان (2006-2009).[9]
- Gold Rush (مسلسل تلفزيوني) (2014-2019).
- فرقة الإنقاذ الأسترالي (مسلسل تلفزيوني) (2018).

## روابط خارجية
- دفاع أوشكوش
- تاريخ شاحنات أوشكوش سيارات الإطفاء والمركبات العسكرية والإنقاذ
- M1070 het Military 8x8 oshkosh - ناقلة المعدات الثقيلة
- الجيش البريطاني M1070 مع مقطورة King للطرق الوعرة
- آلات كبيرة تقود M1070 HET
- آلات كبيرة M1070 ناقلة المعدات الثقيلة
- Oshkosh M1070 HET 8x8 Tractor Truck على موقع GovL Liquidation.com
- 2002 شركة Oshkosh M1070 التجارية لنقل المعدات الثقيلة (HET) على موقع GovL Liquidation.com

قالب:Oshkosh Corporationقالب:Post-WWII US Soft Vehicles